# Christian Bahmann
Christian Bahmann (* 22. Juli 1981 in Plauen, DDR) ist ein deutscher Kanute.
Der Kanuslalomsportler des KSV Bad Kreuznach wurde bei den Olympischen Spielen in Athen 2004 Vierter im Zweier-Canadier (C2) mit seinem Partner Michael Senft. 2005 holten beide zusammen die Goldmedaille in dieser Disziplin bei den Weltmeisterschaften in Penrith (Australien).
Christian Bahmann ist der Sohn von Angelika Bahmann, Olympiasiegerin und Weltmeisterin im Kanuslalom.